# Crímenes de guerra de Estados Unidos
Los crímenes de guerra de los Estados Unidos se refieren a aquellos crímenes y violaciones de los derechos humanos cometidas por miembros de las Fuerzas Armadas de los Estados Unidos después de la firma de las Convenciones de La Haya de 1899 y 1907 y las Convenciones de Ginebra. Estados Unidos procesa a los infractores a través de la Ley de Crímenes de Guerra de 1996 y artículos del Código Uniforme de Justicia Militar (UCMJ). Estados Unidos firmó el Estatuto de Roma de 1999 pero nunca ratificó el tratado, asumiendo la posición de que la Corte Penal Internacional (CPI) carece de controles y equilibrios fundamentales. La Ley de Protección de los Miembros del Servicio Estadounidense de 2002 limitó aún más la participación de EE. UU. en la CPI. La CPI fue concebida como un organismo para juzgar crímenes de guerra cuando los estados no cuentan con procesos efectivos o confiables para investigar por sí mismos. Estados Unidos dice que ha investigado muchas de las acusaciones alegadas por los fiscales de la CPI como ocurridas en Afganistán y, por lo tanto, no acepta la jurisdicción de la CPI sobre sus nacionales.